# Stellaria rigida
Stellaria rigida är en nejlikväxtart som beskrevs av Aleksandr Andrejevitj Bunge. Stellaria rigida ingår i släktet stjärnblommor, och familjen nejlikväxter. Utöver nominatformen finns också underarten S. r. latifolia.